# Sture Hult
Sture Eskil Holger Hult (19. října 1910 – 9. listopadu 1995) byl švédský fotbalový brankář.

## Reprezentační kariéra
Svůj první reprezentační start za švédský národní tým si připsal 10. června 1932 proti Finsku. Pátý a poslední zápas odehrál 25. září 1932 proti Litvě.

## Úmrtí
Hult zemřel 9. listopadu 1995 ve věku 85 let.